# Leonard Ennen

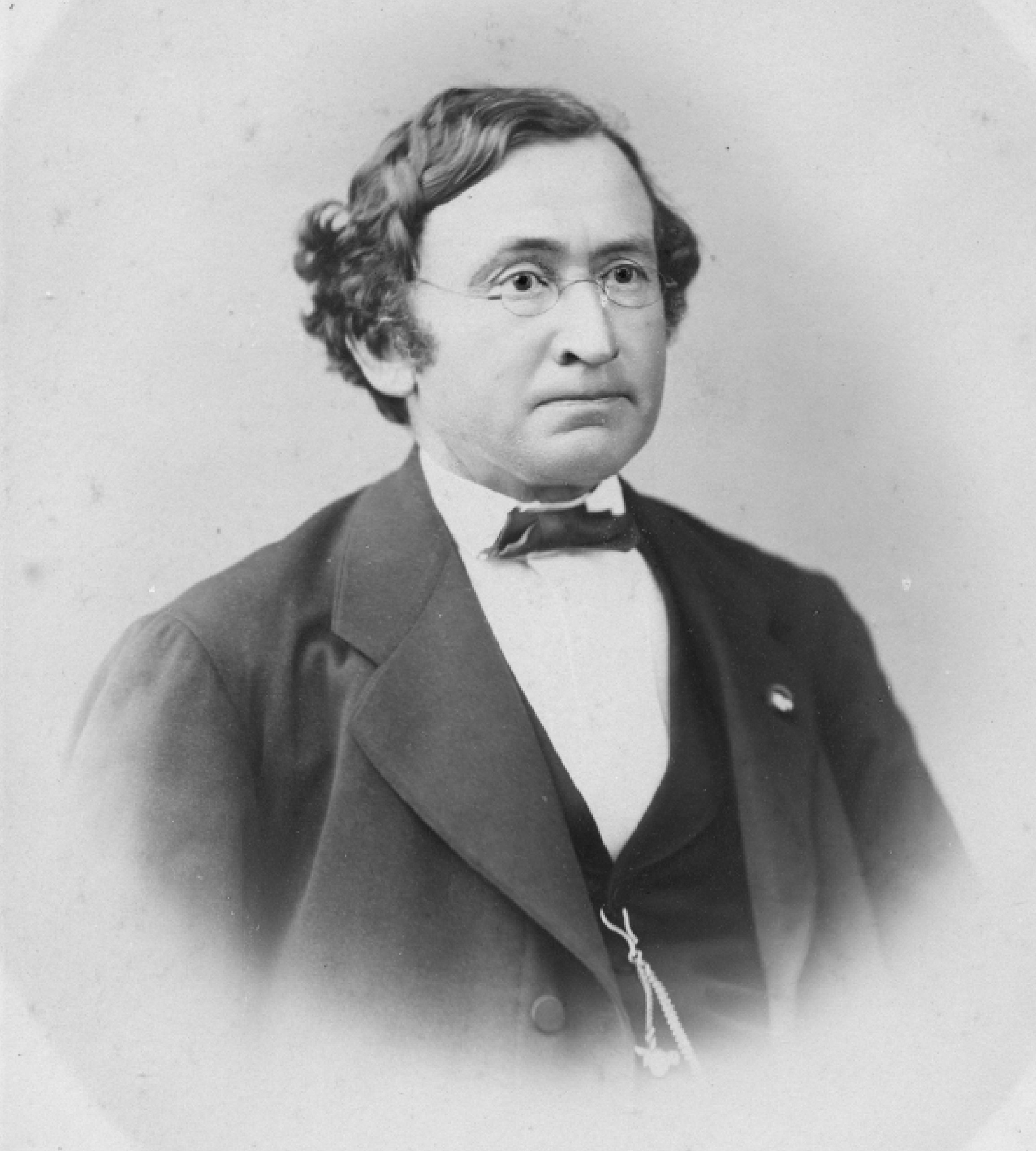
Leonard Ennen

Leonard Ennen (auch Leonhard Ennen; * 5. März 1820 in Schleiden in der Eifel; † 14. Juni 1880 in Köln) war ein Kölner Archivar, Historiker, Theologe und Mitarbeiter der Allgemeinen Deutschen Biographie.

## Leben
Ennen entstammte einer in bescheidenen bis ärmlichen Verhältnissen lebenden kleinbäuerlichen Familie in der Nordeifel und war nicht – wie oft verwechselt – mit der aus dem saarländischen Merzig stammenden Bonner Stadtarchivarin und Landeshistorikerin Edith Ennen verwandt. Trotz seiner niederen sozialen Herkunft konnten ihm seine Eltern von 1841 bis 1844 ein Studium der Theologie in Münster und Bonn ermöglichen. Nach dem Besuch des Priesterseminars in Köln erhielt er als katholischer Geistlicher die Priesterweihe.
Von 1845 bis 1857 war Ennen als Kurat-Vikar (Kaplan) in Königswinter tätig. Als sich für ihn abzeichnete, dass eine einkömmlichere hauptamtliche Pfarrstelle unter anderem aufgrund der hohen Bewerberzahlen unerreichbar wurde, entfremdete er sich von der katholischen Kirche. Im Zuge dessen mischte sich seine seit den 1840er Jahren auch publizistisch geäußerte Kritik an der ultra-konservativen Amtsführung der Kölner Erzbischöfe Clemens August Droste zu Vischering (1835–1845) und Johannes von Geissel (1845–1864) erkennbar mit Frustration über die eigene Situation. Dabei ist hervorzuheben, dass Ennen der römisch-katholischen Kirche und damit dem Papst und den weiteren amtskirchlichen Autoritäten bis zu seinem Tod verbunden bleiben sollte. Zwar stellte er sich in seinen jüngeren Jahren in den Kreis der Hermesianer um den Bonner Theologen Georg Hermes, die kirchenpolitisch einen Ausgleich mit dem preußischen Staat favorisierten. Anders als viele andere Geistliche in Bonn und Umgegend schloss er sich in den 1870er Jahren jedoch nicht der Altkatholischen Kirche an.
Ennen verstarb 1880 während seiner langjährigen Amtstätigkeit als Stadtarchivar in Köln mit nur sechzig Jahren, vermutlich an einem Schlaganfall. Zuvor hatte er mehrere längere Krankheitsphasen durchlitten. Beerdigt wurde er auf dem Kölner Melaten-Friedhof. Die Grabstätte existiert nicht mehr.

## Wirken als Historiker
Ennen hatte sich sicherlich auch bedingt durch seine Zeitzeugenschaft der Revolution von 1848/49 früh kirchenpolitischen und -historischen Themen zugewandt. 1854 initiierte er beispielsweise die Gründung des Historischen Vereins für den Niederrhein, in dessen Zeitschrift Annalen er intensiv publizierte. Hier wählte man ihn in der Funktion als „Vice-Sekretair“ in den Vorstand. Während dieser Zeit konnte er auch mit Unterstützung des preußischen Staates in Paris forschen. Wenig später wurde er mit einer heute nicht mehr nachweisbaren Arbeit zum Dr. phil. promoviert.
Nachdem er 1856 als Abgeordneter der so genannten Katholischen Fraktion in das Preußische Abgeordnetenhaus gewählt worden war, nutzte er seinen Berliner Aufenthalt zu wissenschaftlichen Archivstudien. Bereits vor seinem Amtsantritt als Stadtarchivar hatte sich Ennen mit der neueren Geschichte Kölns und des Rheinlandes beschäftigt. Am Ende seines Schaffens standen neben einer Vielzahl von Zeitungsartikeln etwa 350 Publikationen. Sein Versprechen, eine Stadtgeschichte vorzulegen, hat er zumindest für das mittelalterliche Köln wahrgemacht. Ab 1859 erschienen insgesamt fünf Bände der „wissenschaftlichen“ Geschichte der Stadt Köln. Weitere wichtige Werke waren die sechs Bände der Quellen zur Geschichte der Stadt Köln, 1860 bis 1879 in Zusammenarbeit mit dem Philologen Gottfried Eckertz herausgegeben, und der erst nach seinem Tode erschienene Band zum Dombau. Diese Veröffentlichungen verkörperten ungeachtet ihrer sachlichen und methodischen Mängel lange den Standard. Dies galt insbesondere für seine fünfbändige Stadtgeschichte, die erst nach 150 Jahren durch eine Neubearbeitung ersetzt wurde.

## Wirken als Archivar
Ennen wurde am 1. August 1857 trotz einiger kontroversen Diskussionen wegen seiner Prägung als Geistlicher in der Kölner Kommunalpolitik zum ersten hauptamtlichen Leiter des Historischen Archivs der Stadt Köln ernannt. Nur wenige Monate nach Übernahme des Archivarpostens erließ Ennen am 17. Oktober 1857 die erste Benutzungsordnung für das Stadtarchiv und die Stadtbibliothek, eine weitere folgte am 17. August 1878.
Ennens Archivordnung und -organisation wurde schon zu seiner Lebzeiten heftig angefochten, insbesondere von seinen Nachfolgern Konstantin Höhlbaum (1880–1890) und Hermann Keussen (1900–1927). Höhlbaum hatte Ennen im ersten Halbjahresbericht zum Zustand des Stadtarchivs am 12. Dezember 1880 schonungslos wie folgt kritisiert: „Die optimistische Anschauung meines Amtsvorgängers über den Stand der archivischen Ordnung […], kann ich durchaus nicht theilen, denn sie widerspricht den Thatsachen. […] Ein Archiv, das Pergamente und Papiere nur aufschichtet, verdient seinen Namen nicht und ist nicht werth der Erhaltung.“
Im Kern machte sich Kritik an Ennen daran fest, dass er die von ihm nicht hinlänglich unterschiedenen Urkunden und Akten in den Beständen miteinander vermengte und entgegen dem Provenienzprinzip thematische Zuordnungen (also nach dem Pertinenzprinzip) vornahm (Briefe, Köln und die Hanse, Köln contra Köln u. a. m.). Diese von ihm selbst mit sichtlichem Stolz so bezeichnete „neue systematische Ordnung“ kam am ehesten seinen eigenen Bedürfnissen als forschendem „Historikerarchivar“ entgegen. Sie zerstörte jedoch die ursprüngliche Ordnung des Kölner Stadtarchivs, was heute (vorbehaltlich der Situation nach dem Zusammensturz des Hauses am 3. März 2009) in den Beständen des Hauses noch deutlich erkennbar ist. Allerdings trifft die Kritik an Ennen nur bedingt zu: Denn abgesehen davon, dass auch Keussen und Höhlbaum sich nicht konsequent an das Provenienzprinzip hielten, sollte die moderne Archivkunde in Hinsicht auf die Ordnungsstrukturen von Archiven erst kurz nach seinem Tod verbindliche methodische Standards vorgeben.

## Erinnerung
Als Publizist, vor allem aber als Archivar und Historiker, war er zweifelsohne im Sinne des Begriffs Dilettant geblieben. Sein Wirken muss allerdings unter den Voraussetzungen der weitenteils noch nicht professionalisierten Wissenschaftskultur seiner Zeit gesehen werden. Seine Lebensleistung insbesondere als Geschichtsschreiber Kölns und des Rheinlands ist lange verkannt worden, wobei politische und religiöse Ressentiments gegen seine Person noch aus dem späteren 19. Jahrhundert nachwirkten. Im Kölner Stadtteil Neuehrenfeld erinnert heute immerhin die Ennenstraße an den ersten hauptamtlichen Stadtarchivar.

## Werke (Auswahl)
- Der Clevische Hof in Köln. In: Monatsschrift für rheinisch-westfälische Geschichtsforschung und Alterthumskunde, 1. Jahrgang, Bonn 1875, S. 56–67.

Neben zahlreichen weiteren Aufsätzen in landeshistorischen Zeitschriften schrieb er unter anderen folgende Monographien:
- Geschichte der Reformation im Bereiche der alten Erzdiözese Köln. L. Schwann, Köln/Neuss 1849 (Digitalisat).
- Frankreich und der Niederrhein, 2 Bde., Köln 1856.
- Zeitbilder aus der neueren Geschichte der Stadt Köln, mit besonderer Rücksicht auf Ferdinand Franz Wallraf. M. DuMont-Schauberg (Digitalisat).
- herausgegeben zusammen mit Gottfried Eckertz: Quellen zur Geschichte der Stadt Köln, Verlag M. DuMont-Schauberg, Köln 1860–1879, Bd. 1–6; Nachdruck: Köln, Bachem Verlag 1970.
  - Band 1, 1860;
  - Band 2, 1863 (Digitalisat);
  - Band 3;
  - Band 4, 1870 (Digitalisat);
  - Band 5, 1875 (Digitalisat);
  - Band 6, 1879 (Digitalisat).
- Geschichte der Stadt Köln, 5 Bde., L. Schwann’sche Verlagsbuchhandlung.
  - Band 1, Köln/Neuss 1863 (Digitalisat);
  - Band 2, Köln/Neuss 1865 (Digitalisat);
  - Band 3, Köln/Neuss 1869 (Digitalisat);
  - Band 4, Köln/Neuss 1875 (Digitalisat);
  - Band 5, Düsseldorf 1880 (Digitalisat).
- Die Familien DuMont und Schauberg in Köln. Für Verwandte und Freunde am Tage des fünfzigjährigen Bestehens der M. DuMont-Schauberg'schen Buchhandlung. DuMont-Schauberg, Köln 1868 Digitalisat
- Neuere Geschichte der Stadt Köln. Band 1, Köln 1875 (Digitalisat).
- Bilder vom alten Köln. Stadtansichten des 15. bis 18. Jahrhunderts und Beschreibung der Zustände vom Mittelalter bis nach der Franzosenzeit, Nachdruck, hrsg. und eingeleitet von Willy Leson, Bachem Verlag, Köln 1977.